# スルタン・モハマド4世スタジアム
スルタン・モハマド4世スタジアム(マレー語: Stadium Sultan Mohammed Ke IV、英: Sultan Mohammad IV Stadium)は、マレーシアのケランタン州コタバルにある多目的スタジアムである。

## 概要
1967年に設立された。収容人数は30,000人。設立当時はマレー半島にあるマレーシア国内のスタジアムとしては最大のスタジアムだった。主にサッカーの試合に用いられ、マレーシア・プレミアリーグに所属するケランタンFAとクランタン・ユナイテッドFCがホームスタジアムとして使用している。

## 交通アクセス
コタバルの中心街にある。マレー鉄道のワカフ・バル駅よりタクシーで約10分。